# Alexander Vandegrift

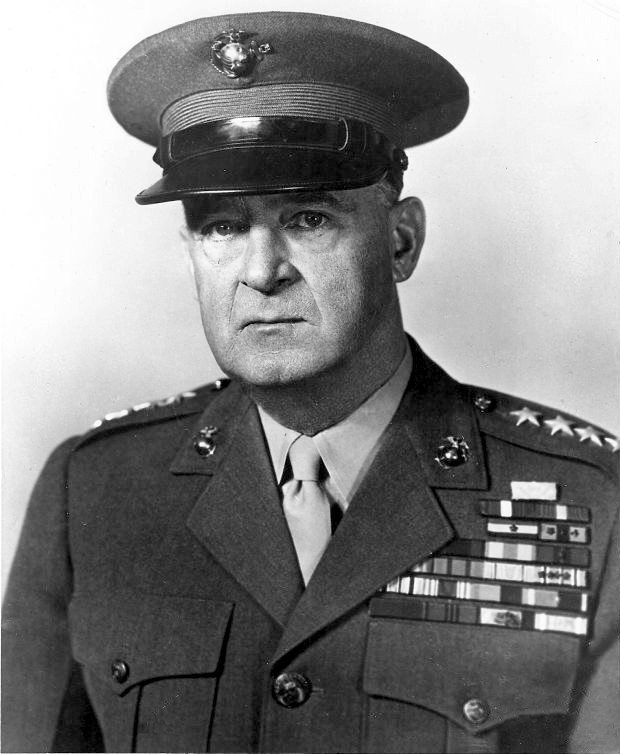
Alexander Vandegrift

Generaal Alexander Archer Vandegrift, (13 maart 1887 – 8 mei 1973) was een generaal van het United States Marine Corps. Tijdens de Tweede Wereldoorlog was hij de commandant van de 1st Marine Division tijdens de Slag om Guadalcanal. Hij kreeg voor zijn acties van 7 augustus tot 9 december de Medal of Honor. Vandegrift was later de 18e commandant van het Marine Corps en de eerste viersterrengeneraal van het Marine Corps in actieve dienst.